# عبدالله بن عمرو حضرمی
عبدالله بن عامر حضرمی (ف. ۳۸ هجری/۶۵۸ م.) وی کارگزار عثمان، خلیفه سوم مسلمانان، در مکه و از یاران نزدیک معاویه در زمان امارت وی بر شام بود. پدر وی، عمرو بن عبدالله، نخست کس از مشرکان مکه بود که به دست مسلمانان کشته شد. شاید بدین جهت، وی تا پایان عمر همپیمان امویان و از مخالفان هاشمیان باقی ماند. وی، نخستین کسی بود که دعوت عایشه، همسر محمد پیامبر اسلام، را جهت خونخواهی عثمان در ماجرای جمل پذیرفت. بنا بر نقل الغارات ثقفی، معاویه وی را در سال ۳۸ هجری برگزید تا به بصره رود و مردم را علیه علی به خونخواهی عثمان برانگیزد. در این زمان عبدالله بن عباس، والی بصره، به جهت تسلیت شهادت محمد بن ابی بکر به علی به کوفه رفته بود و در شهر حضور نداشت و زیاد بن ابیه قائم مقام وی بود. ابن حضرمی نزد بنی تمیم رفت و آنها را بر علی شوراند و در مقابل زیاد نیز ازدیان را به حمایت از علی برانگیخت. در این هنگام، تمیمیان بر آن شدند که ابن حضرمی را بر امارت بصره بنشانند، ولی ازدیان مخالفت کردند و در نهایت با کوشش احنف بن قیس از جنگ جلوگیری شد. علی پس از آگاهی از واقعه، نخست اعین بن ضُبیعة مجاشعی را فرستاد، که هرچند توانست برخی تمیمیان را با خود همراه کند ولی گویا به دست خوارج زخم خورد و کشته شد.با کشته شدن مجاشعی اوضاع مجددا" پیچیده شد. زیاد از علی کمک طلبید و وی جاریه بن قدامه را با ۵۰ تا ۵۰۰ تن فرستاد. ازدیان از جاریه حمایت کردند اما تمیمیان، که قبیله وی بودند، از در مخالفت درآمدند. در نهایت ، جاریه با حمایت ازدیان بر این حضرمی تاخت و وی با ۷۰ تن از یارانش به خانه سنبیل عقب نشست و جاریه خانه را به آتش کشید و وی در آن سوخت.